# Хрватска на Зимским олимпијским играма 2010.
Хрватска је учествовала на свим Зимским олимпијским играма одржаним од проглашења самосталности до сада. Укупно 6 пута.
На Играма 2010. у Ванкуверу у Британској Колумбији у Канади, Хрватску је представљало 19 такмичара (12 мушкараца и 7 жена) који су се такмичили у 4 дисциплине.
Заставу Хрватске на церемонији отварања носио је биатлонац Јаков Фак, а на затварању пилот боба Иван Сола.
У укупнпм пласману Хрватска је заузела 21 место са две сребрне и једном бронзаном медаљом.

## Освајачи медаља
Хрватска је освојила 2 сребрне и 1 бронзану медаљу.

### Сребро
- Ивица Костелић — Алпско скијање, слалом
- Ивица Костелић — Алпско скијање, комбинација

### Бронза
- Јаков Фак — Биатлон, спринт 10 километара

## Учесници по спортовима
| Спорт           | Мушкарци | Жене | Укупно |
| --------------- | -------- | ---- | ------ |
| Алпско скијање  | 5        | 5    | 10     |
| Биатлон         | 1        | 1    | 2      |
| Боб             | 5        | 0    | 5      |
| Скијашко трчање | 1        | 1    | 2      |
| Укупно(4)       | 12       | 7    | 19     |

## Алпско скијање

### Мушкарци
| Такмичарка       | Дисциплина         | Резултати          | Резултати         | Резултати    | Резултати    | Резултати     |
| Такмичарка       | Дисциплина         | 1. вожња           | 2. вожња          | Укупно       | Заостатак    | Пласман       |
| ---------------- | ------------------ | ------------------ | ----------------- | ------------ | ------------ | ------------- |
| Ивица Костелић   | Слалом             | 48,37 (4)          | 51,11 (3)         | 1:39,48      | 0,6          | 2             |
| Ивица Костелић   | Алпска комбинација | спуст 1:54,20 (9)  | слалом 51,05 (6)  | 2:45,25      | 0,33         | 2             |
| Ивица Костелић   | Велеслалом         | 1:18,05 (10)       | 1:20,83 (6)       | 2:46,01      | 8,18         | 7 / 81 (103)  |
| Ивица Костелић   | Спуст              |                    |                   | 1:55,49      | 1,18         | 18 / 59 (64)  |
| Ивица Костелић   | Супервелеслалом    |                    |                   | 1:31,47      | 1,13         | 16 / 45 (64)  |
| Натко Зрнчић-Дим | Слалом             | 50,01 (23)         | 51,98 (12)        | 1:41,99      | 2,67         | 19 / 48 (102) |
| Натко Зрнчић-Дим | Алпска комбинација | спуст 1:54,87 (13) | слалом 53,99 (27) | 2:48,86      | 3,94         | 20 / 34 (52)  |
| Натко Зрнчић-Дим | Велеслалом         | 1:21,84 (60)       | 1:24,17 (40)      | 2:46,01      | 8,18         | 41 / 81 (103) |
| Натко Зрнчић-Дим | Спуст              |                    |                   | 1:57,02      | 2,71         | 33 / 59 (64)  |
| Натко Зрнчић-Дим | Супервелеслалом    |                    |                   | Није завршио | Није завршио | Није завршио  |
| Иван Раткић      | Алпска комбинација | Није завршио       | Није завршио      | Није завршио | Није завршио | Није завршио  |
| Иван Раткић      | Спуст              |                    |                   | 1:58,58      | 4,27         | 41 / 59 (64)  |
| Иван Раткић      | Супервелеслалом    |                    |                   | 1:32,67      | 2,33         | 26 / 45 (64)  |
| Далибор Шамшал   | Слалом             | Није завршио       | Није завршио      | Није завршио | Није завршио | Није завршио  |
| Далибор Шамшал   | Велеслалом         | Није завршио       | Није завршио      | Није завршио | Није завршио | Није завршио  |
| Данко Маринели   | Слалом             | 52,28 (38)         | 55,05 (32)        | 1:47,33      | 8,01         | 32 / 48 (102) |
| Данко Маринели   | Велеслалом         | Није завршио       | Није завршио      | Није завршио | Није завршио | Није завршио  |

### Жене
| Такмичарка       | Дисциплина | Резултати     | Резултати       | Резултати       | Резултати       | Резултати       |
| Такмичарка       | Дисциплина | 1. вожња      | 2. вожња        | Укупно          | Заостатак       | Пласман         |
| ---------------- | ---------- | ------------- | --------------- | --------------- | --------------- | --------------- |
| Ана Јелушић      | Слалом     | 52,37 (16 )   | 53,06 (14)      | 1:45,43         | 2,54            | 12 / 55 (87)    |
| Ана Јелушић      | Велеслалом | 1:20,62 (44)  | Није стартовала | Није стартовала | Није стартовала | Није стартовала |
| Софија Новоселић | Слалом     | 58,17 (48)    | 56,74 (38)      | 1:54,91         | 12,02           | 39 / 55 (87)    |
| Матеја Ферк      | Слалом     | 54,95 (39)    | 55,98 (36)      | 1:50,93         | 8,04            | 34 / 55 (87)    |
| Матеја Ферк      | Велеслалом | 1:19,75 (36)  | Није стартовала | Није стартовала | Није стартовала | Није стартовала |
| Ника Флајс       | Слалом     | 53,68 (29)    | 53,91 (25)      | 1:47,59         | 4,70            | 25 / 55 (87)    |
| Ника Флајс       | Велеслалом | Није завршила | Није завршила   | Није завршила   | Није завршила   | Није завршила   |
| Теа Палић        | Велеслалом | 1:19,95 (37)  | 1:16,17 (36)    | 2:36,12         | 9,01            | 36 / 60 (86)    |

## Биатлон

### Мушкарци
| Такмичар  | Дисциплина  | Резултати | Резултати   | Резултати | Резултати     |
| Такмичар  | Дисциплина  | Време     | Промашаји   | Заостатак | Пласман/учес. |
| --------- | ----------- | --------- | ----------- | --------- | ------------- |
| Јаков Фак | Појединачно | 53:56,0   | 4 (1+1+0+2) | 5:33,5    | 51 / 88 (88)  |
| Јаков Фак | Спринт      | 24:21,8   | 0 (0+0)     | 14,0      |               |
| Јаков Фак | Потера      | 35:45,6   | 2 (2+1+0+1) | 2:07.2    | 25 / 59 (60)  |
| Јаков Фак | Мас. старт  | 36:10,5   | 3 (1+0+1+1) | 34,8      | 9 / 30 (30)   |

### Жене
| Такмичар                  | Дисциплина  | Резултати             | Резултати             | Резултати             | Резултати             |
| Такмичар                  | Дисциплина  | Време                 | Промашаји             | Заостатак             | Пласман/учес.         |
| ------------------------- | ----------- | --------------------- | --------------------- | --------------------- | --------------------- |
| Андријана Стипанчић Мрвељ | Појединачно | 53:06,1               | 5 (1+3+0+1)           | 12:13,3               | 83 / 86 (87)          |
| Андријана Стипанчић Мрвељ | Спринт      | Није стартовала       | Није стартовала       | Није стартовала       | Није стартовала       |
| Андријана Стипанчић Мрвељ | Потера      | Није се квалификовала | Није се квалификовала | Није се квалификовала | Није се квалификовала |

## Боб
| Такмичар                                                                                        | Дисциплина | Финале   | Финале   | Финале   | Финале   | Финале  | Финале    | Финале       |
| Такмичар                                                                                        | Дисциплина | 1. вожња | 2. вожња | 3. вожња | 4. вожња | Укупно  | Заостатак | Пласман      |
| ----------------------------------------------------------------------------------------------- | ---------- | -------- | -------- | -------- | -------- | ------- | --------- | ------------ |
| Иван Шола Славен Крајачић Мате Мезулић Игор Марић (1 и 2. вожња) Андрас Хаклитс (3. и 4. вожња) | Четворосед | 52,58    | 52,69    | 53,15    | 53,11    | 3:31,53 | 7,07      | 20 / 21 (25) |

## Скијашко трчање

### Мушкарци
| Дисциплина   | Такмичари | Квалификације | Квалификације | Четвртфинале | Четвртфинале | Полуфинале | Полуфинале    | Финале           | Финале        |
| Дисциплина   | Такмичари | Резултат      | Пласман/учес. | Резултат     | Пласман/учес | Резултат   | Пласман/учес. | Резултат         | Пласман/учес. |
| ------------ | --------- | ------------- | ------------- | ------------ | ------------ | ---------- | ------------- | ---------------- | ------------- |
| Андреј Бурић | 15 км     |               |               |              |              |            |               | 38:51,0 (5:14,7) | 75 / 95 (96)  |

### Жене
| Дисциплина   | Такмичари | Квалификације   | Квалификације | Четвртфинале          | Четвртфинале          | Полуфинале            | Полуфинале            | Финале                | Финале                |
| Дисциплина   | Такмичари | Резултат        | Пласман/учес. | Резултат              | Пласман/учес          | Резултат              | Пласман/учес.         | Резултат              | Пласман/учес.         |
| ------------ | --------- | --------------- | ------------- | --------------------- | --------------------- | --------------------- | --------------------- | --------------------- | --------------------- |
| Нина Брознић | Спринт    | 4:15,31 (37,26) | 52 / 54 (54)  | Није се квалификовала | Није се квалификовала | Није се квалификовала | Није се квалификовала | Није се квалификовала | Није се квалификовала |